# 6433 Enya
6433 Enya è un asteroide della fascia principale. Scoperto nel 1978, presenta un'orbita caratterizzata da un semiasse maggiore pari a 2,3860265 au e da un'eccentricità di 0,2190346, inclinata di 8,63475° rispetto all'eclittica.
L'asteroide è dedicato alla musicista irlandese Enya.